# Élections constituantes de 1945 dans l'Ariège
Les élections constituantes françaises de 1945 se déroulent le 21 octobre.

## Mode de scrutin
Les députés sont élus selon le système de représentation proportionnelle suivant la règle de la plus forte moyenne dans le département, sans panachage ni vote préférentiel. 
Il y a 586 sièges à pourvoir.
Dans le département de l'Ariège, trois députés sont à élire.

## Élus
Les trois députés élus sont : 
| Identité               | Parti | Parti   |
| ---------------------- | ----- | ------- |
| Pierre Poumadère       |       | PCF     |
| Jean Durroux           |       | SFIO    |
| Georges Galy-Gasparrou |       | Rad-Soc |

## Résultats

### Résultats à l'échelle du département
| Parti          | Parti                                            | Tête de liste          | Résultats | Résultats | Sièges | Sièges |
| Parti          | Parti                                            | Tête de liste          | Voix      | %         |        |        |
| -------------- | ------------------------------------------------ | ---------------------- | --------- | --------- | ------ | ------ |
|                | Parti communiste français                        | Pierre Poumadère       | 25 265    | 33,57     | 1      |        |
|                | Section française de l'Internationale ouvrière   | Jean Durroux           | 24 896    | 33,08     | 1      |        |
|                | Parti républicain, radical et radical-socialiste | Georges Galy-Gasparrou | 14 725    | 19,57     | 1      |        |
|                | Mouvement républicain populaire                  | Maurice Byé            | 10 373    | 13,78     | -      |        |
|                |                                                  |                        |           |           |        |        |
| Inscrits       | Inscrits                                         | Inscrits               | 103 683   | 100,00    | 3      |        |
| Votants        | Votants                                          | Votants                | 76 267    | 73,56     |        |        |
| Blancs et nuls | Blancs et nuls                                   | Blancs et nuls         | 1 008     | 1,42      |        |        |
| Exprimés       | Exprimés                                         | Exprimés               | 75 259    | 98,68     |        |        |